# Laureano Ruiz
Laureano Ruiz Quevedo (ur. 21 października 1937 w Escobedo de Villafufre) - trener katalońskiej drużyny FC Barcelona w roku 1976. Jego poprzednikiem na tym stanowisku był Hennes Weisweiler, a następcą Rinus Michels.